# Aeropuerto Internacional General Wayne A. Downing Peoria
El Aeropuerto Internacional General Wayne A. Downing Peoria o el General Wayne A. Downing Peoria International Airport (IATA: PIA, OACI: KPIA, FAA LID: PIA) es un aeropuerto público localizado a cuatro millas náuticas (7 km) al oeste del CBD de Peoria, una ciudad en el condado de Peoria, Illinois, EE. UU.. El aeropuerto se encuentra en el noroeste de Bartonville, cerca de Bellevue. Anteriormente era conocido como Greater Peoria Regional Airport, un nombre aún usado en los documentos de la FAA a julio de 2009. También es llamado sólo como el Aeropuerto Internacional de Peoria (en inglés Peoria International Airport por la autoridad aeroportuaria.

## Aerolíneas y destinos

### Pasajeros
| Aerolíneas     | Destinos |
| -------------- | --- |
| Allegiant Air  | Las Vegas, Orlando/Sanford, Phoenix/Mesa, Punta Gorda (FL), San Petersburgo/Clearwater Estacional: Denver, Destin/Fort Walton Beach, Fort Lauderdale, Nashville, Sarasota |
| American Eagle | Charlotte, Chicago–O'Hare, Dallas/Fort Worth |
| United Express | Chicago–O'Hare, Denver |

### Carga
| Aerolíneas   | Destinos                            |
| ------------ | ----------------------------------- |
| UPS Airlines | Chicago/Rockford, Louisville, Miami |